# ケベス祭
ケベス祭（ケベスさい）は、大分県国東市国見町櫛来（くしく）の岩倉八幡社（櫛来社）で毎年10月14日に行われる火祭り。2000年12月25日に国の選択無形民俗文化財に選択されている。

## 概要
起源も由来も不明の奇祭。かつては旧暦9月14日に行われていたので、九月祭とも呼ばれた。
岩倉八幡社の境内に設けられた燃え盛るシダの山を守る白装束の「トウバ」と、そこに突入しようとする奇怪な面を着けた「ケベス」が争う。「ケベス」は何度も突入を試み、ついに9度目で成功して棒でシダの山をかき回し火の粉を散らすと、その後は「トウバ」も火のついたシダを持って境内を走り回り、参拝者を追い回す。この際に火の粉を浴びると無病息災になるといわれる。
「トウバ」は神社の氏子である10の集落が年ごとに輪番で務め、「当場」の字が当てられる。「ケベス」の由来は不明であるが「蹴火子」が転じたとの説がある。
「ケベス」はヘブライ語で「子羊」(כֶבֶשׂ)の意味があり、日ユ同祖論で言われるイスラエルの失われた10支族や秦氏が関係する可能性があるとの説がある。

## 岩倉社
ケベス祭が行われる岩倉社は正式名称を櫛来社という。元来は櫛来の氏神であり、寛平元年（889年）に宇佐神宮の分霊を勧請したと伝えられている。祭神は帯中津日子命（仲哀天皇）、息長帯日売命（神功皇后）、品陀和気命（応神天皇）、および、奥津嶋姫命、市寸島比売命、多岐津比売命の宗像三女神の6柱である。